# Ernst-Ulrich Katzenstein
Ernst-Ulrich Katzenstein (* 9. April 1936; † 28. Januar 2020) ist bekannt als ehemaliger Chefredaktor des Kirchenboten, als Politiker der DSP in Basel (Demokratisch-Soziale Partei) und als Grossratspräsident des Kantons Basel-Stadt von 2002 bis 2003.
Aufgewachsen in der Mark Brandenburg, danach in Ost-Berlin, flüchtete er 1954 als 18-Jähriger nach West-Berlin. Sein Studium der Theologie absolvierte er in Göttingen, Basel und Berlin. Er wurde Pfarrer in Berlin-Gropiusstadt, wo er unter erschwerten Bedingungen Gemeindeaufbau im neuen Siedlungsgebiet leistete. Von 1971 bis 1989 war er Pfarrer an der St. Markus-Kirche im Hirzbrunnenquartier in Basel.
Seit seiner Berliner Zeit war er nebenbei journalistisch tätig bei Zeitungen, Fernsehen und Radio, wo er sich mit sozialen Themen, Familienpolitik und Behindertenproblemen auseinandersetzte. Im Seelsorgebereich war er ebenfalls aktiv.
Ernst-Ulrich Katzenstein war verheiratet und Vater von fünf erwachsenen Kindern.